# Коньоепан, Венансио
Венансио Коньюепан или Коньвепанг, также известный как Койуэпан, Койуэпан и Бенансио (1770/1780, Араукания — 1836, Аргентина) — вождь мапуче, действовавший в Чили, а затем в Аргентине.

## Биография
Сын Лемунауэля, лонко из современного Нью-Империала. Он был вождем (лонко) племени мапуче, участвовавшим в Чилийской войне за независимость. Коньюепан был вождем мапуче из области Лумако и Чольчоль, который говорил по-испански и сотрудничал с патриотической армией во время Войны за независимость. Он считался личным другом революционера Бернардо О’Хиггинса с тех пор, как последний управлял его поместьем Лас-Кантерас. Он дослужился до звания старшего сержанта в чилийской армии. В 1813 году он участвовал в осаде Чильяна под командованием О’Хиггинса в составе Южной дивизии.
Двое его сыновей, Мариано и Рамон, учились в школах Консепсьона. Его поддержали несколько его братьев: Кайюпан, Науэлан Пенкон и Уилькан.
Он стал доминировать в регионе между реками Биобио и Тольтен.
По приглашению губернатора провинции Буэнос-Айрес Хуана Мануэля де Росаса в 1827 году Коньюепан пересёк горный хребет Анды и отправился в Пампасы с 900 коренными жителями и 100 чилийскими солдатами под командованием Хуана де Диоса Монтеро (который был расстрелян 5 февраля 1830 года по приказу Росаса), где он сражался с бандой Пинчейра и участвовал в основании Аргентинской защитной крепости (ныне Баия-Бланка) 11 апреля 1828 года, получив звание подполковника аргентинской армии, назначенного губернатором провинции Буэнос-Айрес Мануэлем Доррего.
Коньоепан и его последователи приняли приглашение поселиться в районе Аргентинской защитной крепости, а чилийские солдаты присоединились к армии Буэнос-Айреса, оставив Монтеро в крепости. Затем в 1833 году он поддержал кампанию губернатора Хуана Мануэля де Росаса в пустыне.
После резни бороано, учиненной Кальфукурой в Масалье 9 сентября 1834 года, Коньоепан вместе с выжившими бороано и войсками Аргентинской защитной крепости участвовал в преследовании Кальфукуры, который был вынужден бежать по дороге Чалилео.
Когда вождь Каньюкир планировал вторжение, полковник Франсиско Соса возглавил два наступления против них гарнизона бланденге Аргентинской защитной крепости (22 марта и 26 апреля 1836 года). Коньоепан участвовал в атаках со своими индейскими помощниками (200 человек) и 270 людьми вождя Мелигура, разбив их в тольдериас Каньюкира на ручье Пескадо и в Ланкилью или Лонгаге (недалеко от нынешнего города 9 июля), убив 650 бороано (среди них Каньюкира), взяв 900 пленных, спасая скот и пленных. По возвращении в крепость около 800 союзных вспомогательных войск восстали, убили всех христиан, которых нашли, включая двух офицеров и 70 солдат, и захватили Венансио Коньоепана, который позже умер в том же году.